# Mark Pol
Mark Pol (1986) is een Nederlands politicoloog, overheidsadviseur en politicus van de VVD. Sinds 20 december 2023 is hij  burgemeester van de gemeente Texel.
Van 2010 tot 2013 was hij gemeenteraadslid en van 2013 tot 2018 wethouder in Almere.

## Burgemeester van Texel
Op 12 oktober 2023 heeft de gemeenteraad van Texel Pol voorgedragen tot burgemeester van deze gemeente.
Begin december 2023 werd bekendgemaakt dat de minister van Binnenlandse Zaken en Koninkrijksrelaties de voordracht heeft overgenomen en Pol middels Koninklijk besluit heeft benoemd per 20 december 2023. Op deze dag is Pol beëdigd en geïnstalleerd tijdens een buitengewone raadsvergadering.